# أبيس (الإسكندرية)
أبيس إحدى مناطق محافظة الإسكندرية المصرية، وهي الظهير الريفي لمدينة الإسكندرية.، وتضم قرى عديدة. تمتد حتى مشارف مطار النزهة والطريق الزراعي وجوار جرين بلازا.
ورد في معجم تانيت: "مدينة غرب دلتا النيل وشرق السلّوم وهو اسمها القديم، لم يحدَّد مكانها بدقة، ولكنها غرب بارايتونيوم (مرسى مطروح) ولعلها زاوية أم الرخم على الحدود الليبية المصرية الحالية. قال سترابو إنها على مسيرة خمسة أيام من معبد أمون (سيوة). في النص التالي يقول هيرودوت في الكتاب الثاني من تاريخه (2 : 18) إن أهلها يعتبرون أنفسهم لوبيين مختلفين عن المصريين لغةً ومعاشاً: "إن أهل ماريا وأبيس الذين يسكنون من مصر أجزاءها التي تتاخم لوبيا يعتبرون أنفسهم لوبيين لا مصريين، لما أثقلتهم الشعائر الدينية بما لا طاقة لهم به، ورغبوا في أن يأكلوا لحم البقر (وكان محرماً في مصر لعبادتهم إيزيس)، وأرسلوا إلى أمون مدعين أن ليس هناك شيء يجمع بينهم وبين المصريين، لأنهم يسكنون خارج الدلتا، وأن ليس بينهم صلة في اللغة، وأنهم شاؤوا أن يحل لهم أكل كل طعام، ولكن الإله لم يسمح لهم بذلك قائلاً: إن مصر هي البلاد التي يجري فيها النيل ويرويها، وإن المصريين هم الذين يقطنون البلاد مما يلي مدينة إلفانتينا ويشربون من ماء هذا النهر. هذا ما أجابهم به الوحي".

## بها بعض القرى والمناطق
- منطقة مشروع ناصر
- قرية أبيس الأولى
- قرية أبيس الثانية
- قرية أبيس الرابعة والقرى التابعة لها
- قرية أبيس السابعة والقرى التابعة لها
- قرية أبيس الثامنة والقرى التابعة لها
- قرية أبيس العاشرة
- قرية أبيس القومية والقرى التابعة لها
- قرية الزهور ابيس الألمان
- عزبة شحاته ابيس الألمان